# フリードリヒ・カール・ルートヴィヒ (シュレースヴィヒ＝ホルシュタイン＝ゾンダーブルク＝ベック公)
フリードリヒ・カール・ルートヴィヒ（Friedrich Karl Ludwig von Schleswig-Holstein-Sonderburg-Beck, 1757年8月20日 ケーニヒスベルク - 1816年4月24日 ハンブルク）は、シュレースヴィヒ＝ホルシュタイン＝ゾンダーブルク＝ベック家の第9代公爵（在位：1775年 - 1816年）。プロイセン王国・帝政ロシア・デンマークに将軍として仕えた。

## 生涯
シュレースヴィヒ＝ホルシュタイン＝ゾンダーブルク＝ベック公子カール・アントン・アウグストとその妻の伯爵令嬢フリーデリケ・ツー・ドーナ＝シュロビッテンの間の一人息子。両親は従兄妹同士だった。2歳で父を亡くして以降はケーニヒスベルクで母方祖母に育てられた。
1762年の年明けに即位したロシア皇帝ピョートル3世はホルシュタイン＝ゴットルプ家の出で、ホルシュタイン公家の諸族を重用しようと非常識な画策をした。ベック公爵家に対しても、年老いた家長のカール・ルートヴィヒをロシア陸軍元帥に任命し（辞退した）、さらに同家唯一の後継者である5歳のフリードリヒをロシア宮廷で養育したいとの通告があった。しかしベック家一族は彼がロシアに連れて行かれるのを阻止し、おかげでフリードリヒは1762年夏のピョートル3世の失脚・暗殺をめぐる騒動に巻き込まれずに済んだ。
1775年の年明け、ロシア領エストニア総督を務める祖父ペーター・アウグストの口利きでロシア宮廷で高い地位を得ようとしたが、同年3月に祖父が死去したため実現困難となった。このため母フリーデリケが想定していなかったプロイセン軍への仕官という選択肢が出てきたが、プロイセン王フリードリヒ2世は若きベック公爵フリードリヒを喜んで家臣団に迎え入れた。
主君のプロイセン王の命令で、1775年6月10日フランス・メスの陸軍士官学校に入学した。翌1776年イタリアへのグランドツアーに赴くが、同地で病にかかり、パリ駐在ロシア大使夫人であった叔母カタリーナに付き添われてクヴェードリンブルクまで帰還した。1777年プロイセン軍に少佐の階級で入隊し、シュテンダル駐屯の「フォン・クノーベルスドルフ」歩兵連隊に所属、同所属としてバイエルン継承戦争に従軍。テッシェン条約成立に伴う同戦争終結後は、「フォン・シュリーベン」歩兵連隊（後のアルトプロイセン第22歩兵連隊）所属の最年少の参謀将校となった。フリードリヒはこの転属を降格人事と見なし、解任を強く求めた。
1781年9月14日付で陸軍中佐の階級で退役し、以後は所領の経営に携わった。プロイセンの新王フリードリヒ・ヴィルヘルム2世は、1786年12月30日付でフリードリヒを陸軍大佐として軍務に復帰させ、「フォン・クリングスポア」擲弾兵大隊の指揮権を与えた。1789年には陸軍少将となり、「フォン・フォス」歩兵連隊の指揮権を与えられ、ポーランドで発生していたコシチュシュコの蜂起の鎮圧に参加した。蜂起鎮圧後、連隊とともにオストロウェンカに駐留する。1795年クラクフ市都督および陸軍中将となる。
1797年再びプロイセン軍を退役し、ロシア軍に所属して陸軍中将およびパヴロフスキー近衛連隊長の肩書を与えられる。翌1798年3月ロシア軍籍からも離れ、ライプツィヒ大学で物理学・数学・化学を学んだ。1800年に東プロイセン地方のリンデナウ荘園を入手し、1808年には東プロイセン州議会議員となる。
1810年、息子のフリードリヒ・ヴィルヘルムが結婚に伴いデンマーク王フレゼリク6世の義兄弟になると、デンマーク宮廷から利得を引き出そうと運動した。結果、同国軍の陸軍中将の肩書およびハンブルク近郊のヴェリングスビュッテル荘園を封土として譲られ、この荘園で晩年を過ごし、亡くなった。
軍務の一方、フリードリヒは土地経営者としても熱心で、欧州各地に羊毛用の羊の飼育を導入するのに貢献したと評価されている。またケーニヒスベルクやロストックなど多くの都市の「経済クラブ（„öconomischer Societäten“）」や、ウナの自然科学協会の会員であった。
プファルツの聖フーベルトゥス勲章、プロイセンの赤鷲勲章、ロシアの聖アレクサンドル・ネフスキー勲章、デンマークのエレファント勲章を受章した。

## 子女
1780年、プロイセンの陸軍大臣を務めたレオポルト・フォン・シュリーベン伯爵の娘フリーデリケ・フォン・シュリーベンと結婚し、間に1男2女をもうけた。
- フリーデリケ（1780年 - 1862年） - 1800年ザムエル・フォン・リヒトホーフェン男爵と結婚
- ルイーゼ（1783年 - 1803年） - 1803年アンハルト＝ケーテン公フェルディナントと結婚
- フリードリヒ・ヴィルヘルム（1785年 - 1831年） - ベック公、のちグリュックスブルク公

## 引用・脚注
1. ↑  Detlev Lorenz Lübker: Lexikon der Schleswig-Holstein-Lauenburgischen und Eutinischen Schriftsteller von 1796 bis 1828. K. Aue., 1829 (google.com [abgerufen am 14. November 2022]).
2. ↑  Johann Heinrich Friedrich Berlien: Der Elephanten-Orden und seine Ritter: eine historische Abhandlung über die ersten Spuren dieses Ordens und dessen fernere Entwicklung bis zu seiner gegenwärtigen Gestalt, und nächstdem ein Material zur Personalhistorie, nach den Quellen des Königlichen Geheimen-Staatsarchivs und des Königlichen Ordenskapitelsarchivs zu Kopenhagen. Gedruckt in der Berlingschen Officin, 1846 (google.de [abgerufen am 14. November 2022]).